# 金·彼特拉斯
金·彼特拉斯（德語：Kim Petras，或譯金·派崔斯；1992年8月27日—）是一名德國女跨性別歌手及詞曲作家，主要活躍於洛杉磯。 自2016年起，作為獨立藝人在自立廠牌BunHead Records下發行音樂。於青年時開始錄製音樂，於2011年發行迷你專輯《One Piece of Tape》。2017年時獨立發行在Spotify多個發燒榜登頂的首支單曲《I Don't Want It at All》。 隨後《Feeling of Falling》(與作弊碼合作)、《Heart to Break》、《1, 2, 3 Dayz Up》(苏菲客串) 等在告示牌排行榜登榜的單曲陸續發行。
繼前期事業的成功，彼特拉斯發行了一系列數位單曲，並在後期組成通稱《Era 1》的非官方專輯。2019年7月28日，首張專輯《Clarity》在為期九週的宣傳活動後發行，期間彼特拉斯每週發行一首單曲和音樂錄影帶。《Clarity》在告示牌Heatseekers榜上排行第7、在獨立專輯榜上排行第26名。並在兩個多月後發行萬聖節主題專輯《Turn Off the Light》。

## 早期生活
在2006年，這時她才13歲，參加一個德國 Stern TV （页面存档备份，存于） 電視台的時事節目。。在這個電視節目上，她說明了她個人經歷的變性與手術過程。
她參加了德國電視台的節目訪問，也參加了脫口秀節目，之後，在接下來的一年內，14歲的她受到全世界的廣泛注意，在16歲時已進入性別重置手術的初期階段。根據德國法律，一般人在正常時期一定要在18歲以後才可以接受這類的變性手術。然而她在2008年才年僅16歲，2008年11月時她在個人部落格發佈消息，指出她最近已完成性別重置手術的所有過程。
在2007年，她的名聲引起電視台與新聞的報導，這些報導指出她在12歲時開始性別轉換的歷程，也指出她是「全球最年輕的變性人」。然而假如在6歲的年輕孩童身上診斷出性別不一致，而且也開始進入性別認知的轉變時，那麼這種說法其實是有誤的（在接受女性荷爾蒙治療的所有人當中，她很可能是最年輕的人之一）。

## 音樂作品

### 迷你專輯
| 年份 | 詳細資訊                                   |
| ---- | ------------------------------------------ |
| 2011 | One Piece Of Tape - 媒體格式：網路音樂商店 |

### 單曲
| 年份 | 詳細資訊                               |
| ---- | -------------------------------------- |
| 2009 | Boomerang - 媒體格式：網路音樂商店     |
| 2009 | Die For You - 媒體格式：網路音樂商店   |
| 2009 | Last Forever - 媒體格式：網路音樂商店  |
| 2008 | Fade Away - 媒體格式：CD、網路音樂商店 |

## 外部連結
- 官方網站
- 金·彼特拉斯的網誌 （页面存档备份，存于）
- Joyce Records 唱片公司
- 金·彼特拉斯的MySpace主頁
- 金·彼特拉斯的 YouTube 頻道 （页面存档备份，存于）